# Дом П. Н. Шапошникова
Дом П. Н. Шапошникова — утраченный памятник градостроительства и архитектуры в историческом центре Нижнего Новгорода. Построен в 1905 году.
Каменно-деревянное, выстроенное в стиле поздней академической эклектики, здание было характерным образцом застройки Нижнего Новгорода конца XX века, с пышным лепным убранством главного уличного фасада.
Утрачено в ходе строительных работ в 2009 году. На его месте выстроено новое шестиэтажное здание, в объём которого включены воссозданные из новых материалов фасады, которые лишь отдалённо напоминают оригинальные. Исключено из реестра объектов культурного наследия.

## История
В середине XIX века на участке, где позже выстроен дом П. Н. Шапошникова, был возведён деревянный накаменном фундаменте одноэтажный дом в четыре окна по уличному фасаду и деревянный одноэтажный в три окна флигель. Владельцем недвижимости был нижегородский цеховой Никандр Алексеевич Палатин. В 1887 году усадьба перешла к семье Единцовых, а затем к Арсению Михайловичу Орлову. Последним владельцем стал мещанин Павел Никандрович Шапошников. В 1905 году он направил в городскую управу фасад и план на постройку дома и служб, по которому был выстроен новый дом на месте старых построек.
В советский период интерьеры здания неоднократно менялись. Проводились многочисленные ремонты как внутренних помещений, так и фасадов.
В конце XX века участки, прилегающие к зданию, активно застраивались многоэтажными жилыми комплексами. Здание было заброшено, жильцы выселены.

### Утрата памятника
С 1988 года в историческом центре Нижнего Новгорода в границах улиц Звездинка, Студёная, Большая Покровская проводилась реконструкция и модернизация жилого квартала. Под эти цели было учреждено муниципальное предприятие «Обновление». С 1995 года в целях завершения реконструкции предприятию был выделен участок под домом, которое собирались сохранить. В 1997 году проведена научно-исследовательская работа для выявления историко-культурной значимости дома и, в итоге, он был внесён в список вновь выявленных объектов культурного наследия. В 2000 году дом отнесён к памятникам истории и культуры областного значения.
В 2001 году компания ООО «Фасад-НН» получила земельные участки для строительства новых жилых домов №№ 9 и 11 по Холодному переулку. По договору предусматривались ремонт и реставрация исторических домов №№ 3, 7 и 1/11. В 2007 году ООО «Фасад-НН» предоставило проект реконструкции, по которому здание подлежало сносу. Управление Государственной охраны объектов культурного наследия отклонило проект, как противоречащий федеральному законодательству. Вскоре, 24 августа 2007 года, дом был подожжён.
В 2008 году был разработан новый проект реставрации, с воссоздание второго этажа, пострадавшего от пожара. В марте был разработан паспорт объекта культурного наследия, определивший предмет охраны. В 2009 году ООО «Фасад-НН» согласовало проект восстановления дома, но в новых конструкциях, двухэтажный дом должен был стать 3—4-х этажным. В ходе строительных работ произошло обрушение несущих стен. Памятник был уничтожен.
К июлю 2011 года было выстроено новое здание по тому же адресу, которое никаким образом не соответствовало утраченному: новый дом был шестиэтажным, отличалась планировка, конфигурация, площадь и даже длина главного уличного фасада, лишь первый и второй этажи в основном повторяли облик памятника, но выполнены в новых материалах, с использованием слепков с подлинных деталей (судьба исторической лепнины не установлена).
По причине физической утраты объекта культурного наследия, был составлен акт государственной историко-культурной экспертизы, на основании которой дом П. И. Шапошникова исключён из реестра объектов культурного наследия. В ходе строительных работ ООО «Фасад-НН» также снесло памятники архитектуры: дом № 3 и № 1/11 (дом Г. М. Беккер) по Холодному переулку.               

## Архитектура
Дом был двухэтажным, первый этаж кирпичный, второй — деревянный, в пять окон по главному фасаду, с боковой брандмауэрной стеной. Композиция главного фасада отличалась симметричностью и насыщенным лепным декором из каннелированных полуколонок ионического ордера, филенок, тяг, карнизов, сандриков над окнами и других элементов. Архитектура фасадов, с использованием классицистических элементов, была характерной для нижегородской эклектики того времени и многих зданий Нижнего Новгорода начала XX века.